# Liste von Listen der Mitglieder des Thüringer Landtags
Diese Liste umfasst alle Listen von Mitgliedern des Thüringer Landtags.

## Weimarer Republik
| Liste                               | Datum     | Wahl                  | Landesregierung                              |
| ----------------------------------- | --------- | --------------------- | -------------------------------------------- |
| Mitglieder der ersten Wahlperiode   | 1920–1921 | Wahl                  | Kabinett Paulssen I                          |
| Mitglieder der zweiten Wahlperiode  | 1921–1923 | Wahl                  | Kabinett Frölich I, Kabinett Frölich II      |
| Mitglieder der dritten Wahlperiode  | 1924–1927 | Wahl                  | Kabinett Leutheußer I                        |
| Mitglieder der vierten Wahlperiode  | 1927–1929 | Wahl                  | Kabinett Leutheußer II, Kabinett Paulssen II |
| Mitglieder der fünften Wahlperiode  | 1929–1932 | Wahl                  | Kabinett Baum                                |
| Mitglieder der sechsten Wahlperiode | 1932–1933 | Wahl                  | Kabinett Sauckel                             |
| Mitglieder der siebten Wahlperiode  | 1933      | analog Reichstagswahl | Kabinett Marschler                           |

## Sowjetische Besatzungszone und Deutsche Demokratische Republik
| Liste                              | Datum     | Wahl | Landesregierung                       |
| ---------------------------------- | --------- | ---- | ------------------------------------- |
| Beratende Versammlung              | 1946      |      | Kabinett Paul I                       |
| Mitglieder der ersten Wahlperiode  | 1946–1950 | Wahl | Kabinett Paul II, Kabinett Eggerath I |
| Mitglieder der zweiten Wahlperiode | 1950–1952 | Wahl | Kabinett Eggerath II                  |

## Landtag in der Bundesrepublik Deutschland
| Liste                               | Datum     | Wahl | Landesregierung                                  |
| ----------------------------------- | --------- | ---- | ------------------------------------------------ |
| Mitglieder der ersten Wahlperiode   | 1990–1994 | Wahl | Kabinett Duchač, Kabinett Vogel I                |
| Mitglieder der zweiten Wahlperiode  | 1994–1999 | Wahl | Kabinett Vogel II                                |
| Mitglieder der dritten Wahlperiode  | 1999–2004 | Wahl | Kabinett Vogel III, Kabinett Althaus I           |
| Mitglieder der vierten Wahlperiode  | 2004–2009 | Wahl | Kabinett Althaus II                              |
| Mitglieder der fünften Wahlperiode  | 2009–2014 | Wahl | Kabinett Lieberknecht                            |
| Mitglieder der sechsten Wahlperiode | 2014–2019 | Wahl | Kabinett Ramelow I                               |
| Mitglieder der siebten Wahlperiode  | 2019–2024 | Wahl | Ministerpräsident Kemmerich, Kabinett Ramelow II |
| Mitglieder der achten Wahlperiode   | seit 2024 | Wahl | Kabinett Voigt                                   |